# Етьє Сол
Йоган Вільгельм Едуард «Етьє» Сол (нід. Eetje Sol; 10 червня 1881, Богор, Голландська Ост-Індія — 21 жовтня 1965, Гаага) — нідерландський футболіст.

## Життєпис
Сол разом зі своїм братом Джоном виступав за клуб ГВВ (Гаага). Загалом він забив 122 голи у 133 матчах за клуб, а його бомбардирські результати суттєво допомогли клубу п'ять разів виграти чемпіонат Нідерландів у 1900-х роках, у тому числі чотири поспіль чемпіонати між 1900—1903 роками. Також виграв Кубок Нідерландів у 1903 році. У фіналі ГВВ переміг ГБС з рахунком 6:1, а Сол забив один з голів.
У 1900 році Сол у складі ГВВ брав участь у першому розіграші Кубка Ван дер Стратен Понтоз, який можна вважати одним з предків Кубка європейських чемпіонів. Участь у турнірі брали 7 клубів з 4 країн — Бельгії, Нідерландів, Швейцарії і Франції, в тому числі, чемпіони трьох перших країн. Сол забив п'ять голів в чвертьфінальному матчі проти бельгійського «Леопольда», що завершився з рахунком 8:1. У півфіналі ГВВ переграв ще один бельгійський клуб «Расінг» з рахунком 3:0 (брюссельська команда виставила на цей матч дублюючий склад), але у фіналі програв амстердамському клубу РАП з рахунком 1:2. П'яти голів у першому матчі вистачило Солу, щоб стати найкращим бомбардиром турніру.
Зіграв три матчі у складі збірної Нідерландів. Всі на позиції півзахисника, хоча в клубі виступав у атаці. Представляв Нідерланди на літніх Олімпійських іграх 1908 року, вигравши з командою бронзову медаль.
Навчався в Першій муніципальній гімназії в Гаазі, де вивчав право.

## Титули і досягнення
- Бронзовий призер Олімпійських ігор (1):

Нідерланди: 1908
- Чемпіон Нідерландів (6):

ГВВ (Гаага): 1900, 1901, 1902, 1903, 1905, 1907
- Володар Кубка Нідерландів (1):

ГВВ (Гаага): 1903
- Фіналіст Кубка Ван дер Стратен Понтоз (1):

ГВВ (Гаага): 1900
- Найкращий бомбардир Кубка Ван дер Стратен Понтоз (1):

ГВВ (Гаага): 1900 (5 голів)

## Статистика

### Статистика виступів за збірну
| Дата       | Місто     | Господарі       | Результат | Гості      | Турнір               | Голи | Примітки                 |
| ---------- | --------- | --------------- | --------- | ---------- | -------------------- | ---- | ------------------------ |
| 22-10-1908 | Лондон    | Велика Британія | 4 – 0     | Нідерланди | ОІ 1908 - 1/2 фіналу | -    |                          |
| 25-10-1908 | Гаага     | Нідерланди      | 5 – 3     | Швеція     | товариський матч     | -    |                          |
| 12-4-1909  | Амстердам | Нідерланди      | 0 – 4     | Англія     | товариський матч     | -    | Аматорська збірна Англії |
| Усього     |           | Матчів          | 3         |            | Голів                | 0    |                          |